# Myotis laniger
Myotis laniger (Peters, 1871) è un pipistrello della famiglia dei Vespertilionidi diffuso nell'Ecozona orientale.

## Descrizione

### Dimensioni
Pipistrello di piccole dimensioni, con la lunghezza della testa e del corpo tra 40 e 42 mm, la lunghezza dell'avambraccio tra 34 e 36 mm, la lunghezza della coda tra 38 e 40 mm, la lunghezza del piede tra 8 e 11 mm, la lunghezza delle orecchie tra 12 e 16 mm e un peso fino a 4 g.

### Aspetto
La pelliccia è corta. Le parti dorsali sono marroni, con la base dei peli più scura, mentre le parti ventrali sono bruno-grigiastre. Il muso è densamente ricoperto di peli. Le orecchie sono lunghe, strette e appuntite. Il trago è lungo, stretto e appuntito. Le ali sono attaccate posteriormente ai lati del piede circa 1–2 mm dalla base delle dita. I piedi sono grandi. La lunga coda è inclusa completamente nell'ampio uropatagio. Il calcar è privo di carenatura. Il cranio ha una scatola cranica alta ed a cupola. I canini sono piccoli. Il cariotipo è 2n=48 FNa=54.

### Ecolocazione
Emette ultrasuoni sotto forma di impulsi di breve durata a banda larga e frequenza modulata iniziale di 90 kHz e finale di 31–32 kHz.

## Biologia

### Comportamento
Si rifugia nelle grotte e nelle cavità degli alberi.

### Alimentazione
Si nutre di insetti catturati in volo sopra specchi o corsi d'acqua.

## Distribuzione e habitat
Questa specie è diffusa nella Cina centrale e sud-orientale, sull'isola di Hainan, nello stato indiano orientale di Meghalaya, Laos nord-orientale e nel Vietnam settentrionale.
Vive nelle foreste.

## Conservazione
La IUCN Red List, considerato il vasto areale sebbene non ci siano informazioni recenti circa la sua diffusione, lo stato della popolazione e i requisiti ecologici, classifica M.laniger come specie a rischio minimo (Least Concern)).